# Run On Love
«Run On Love» es una canción grabada por el DJ y productor sueco Lucas Nord en colaboración con la cantante, también sueca, Tove Lo, quien coescribió la canción. La canción forma parte del disco debut de Lucas Nord, Islands, publicado en 2013. El sencillo alcanzó el número uno de la lista de Hot Dance Club Songs en Billboard, estando presente en la misma hasta el 2 de enero de 2016.
El videoclip fue rodado en las calles de Estocolmo (Suecia). En él se puede apreciar una relación de pareja desde la perspectiva del novio, que lleva una go-pro, mientras pasa con su novia, que es interpretada por Tove Lo, las distintas fases de una relación.

## Lista de canciones
Lanzamiento 2013 - Suecia
| N.º | Título                                               | Duración |  |
| 1.  | «Run On Love (ft. Tove Lo) - Radio Edit»             | 3:58     |  |
| 2.  | «Run On Love (ft. Tove Lo) - Extended Mix»           | 4:50     |  |
| 3.  | «Run On Love (ft. Tove Lo) - Emil Hero Remix»        | 3:54     |  |
| 4.  | «Run On Love (ft. Tove Lo) - Wickman Remix»          | 6:35     |  |
| 5.  | «Run On Love (ft. Tove Lo) - Callaway & Rosta Remix» | 6:21     |  |
| 6.  | «Run On Love (ft. Tove Lo) - Joaquin Remix»          | 4:45     |  |

Lanzamiento 2015 - Estados Unidos
| N.º | Título                                             | Duración |  |
| 1.  | «Run On Love (ft. Tove Lo) - Radio Edit»           | 3:58     |  |
| 2.  | «Run On Love (ft. Tove Lo) - JKGD Radio Edit»      | 3:29     |  |
| 3.  | «Run On Love (ft. Tove Lo) - Extended Mix»         | 4:50     |  |
| 4.  | «Run On Love (ft. Tove Lo) - JKGD Extended Mix»    | 4:43     |  |
| 5.  | «Run On Love (ft. Tove Lo) - Babyboi Remix»        | 5:30     |  |
| 6.  | «Run On Love (ft. Tove Lo) - Pri Yon Joni Remix»   | 6:30     |  |
| 7.  | «Run On Love (ft. Tove Lo) - MARAUD3R Remix»       | 6:01     |  |
| 8.  | «Run On Love (ft. Tove Lo) - Tonekind Remix»       | 4:52     |  |
| 9.  | «Run On Love (ft. Tove Lo) - Funky Junction Remix» | 4:44     |  |

Relanzamiento 2015 - Estados Unidos
| N.º | Título                                                        | Duración |  |
| 1.  | «Run On Love (ft. Tove Lo) - Dave Audé Club Mix»              | 5:55     |  |
| 2.  | «Run On Love (ft. Tove Lo) - Tony Moran & Deep Influence Mix» | 8:07     |  |
| 3.  | «Run On Love (ft. Tove Lo) - Rasmus Faber Remix»              | 5:31     |  |
| 4.  | «Run On Love (ft. Tove Lo) - Emil Héro Remix»                 | 3:54     |  |
| 5.  | «Run On Love (ft. Tove Lo) - Wickman Remix»                   | 6:35     |  |
| 6.  | «Run On Love (ft. Tove Lo) - Callaway & Rosta Remix»          | 6:21     |  |
| 7.  | «Run On Love (ft. Tove Lo) - Joaquin Remix»                   | 4:45     |  |

## Posicionamiento en listas
| Listas (2015-2016)                                    | Posición más alta |
| ----------------------------------------------------- | ----------------- |
| Estados Unidos (Billboard Hot Dance/Electronic Songs) | 23                |
| Estados Unidos (Billboard Dance Club Songs)           | 1                 |